# Estación de Lousal
La Estación Ferroviária de Lousal, igualmente conocida por Estación do Lousal, es una plataforma ferroviaria de la Línea del Sur, que sirve a la localidad de Lousal, en el ayuntamiento de Grândola, en Portugal.

## Características

### Vías y plataformas
En enero de 2011, poseía dos vías, ambas con 407 metros de longitud; solo tenía una plataforma, con 68 metros de longitud, y 70 centímetros de altura.

## Historia
El tramo de la Línea del Sado entre Alvalade y Lousal entró en servicio el 1 de agosto de 1915, siendo el tramo siguiente, hasta Canal-Caveira, abierto el 20 de  septiembre de 1916.